# Llogara-hágó
A Llogara-hágó (albán Qafa e Llogarasë) hágó Albánia délnyugati részén, amely a Jón-tenger partvidékén futó Akrokerauni-hegyvidék láncain való átjutást biztosítja a Vlorai-öböl térsége és az Albán-Riviéra között, 1027 méteres tengerszint feletti magasságban. A hágó nyergét nyugatról a Gjipal-hegy (Maja e Gjipalit, 1449 m), keletről pedig a Qorre-hegy (Maja e Qorres, 2018 m) határolja. A hágót 13 ezer évvel ezelőtt egy negyedidőszaki gleccser alakította ki. Itt vezet át a Fiert Vlorán keresztül Sarandával összekötő SH8-as jelű főút; az északi irányban Vlora 40, dél felé Himara 35 kilométeres autózással érhető el. A hágó az 1010 hektáros, 1966-ban alapított Llogarai Nemzeti Park déli kapuja. Az út mellett vendéglők és panorámateraszok sorakoznak, ahonnan kilátás nyílik déli irányba, az Albán-Riviérára és a Çika-hegyre (Maja e Çikës, 2044 m), tiszta időben pedig Korfu szigete is látható.
A hágó már az ókorban is ismert volt mint az epiruszi partvidék (Buthróton, Phoiniké stb.) és az illíriai kikötővárosok (Aulón, Apollónia stb.) között közvetlen összeköttetést biztosító útvonal része. Az i. e. 2. századi római hódítást követően Acroceraunia néven kisebb állomáshely is épült itt. A Pompeius ellen vívott polgárháború során, i. e. 48. január 5-én Iulius Caesar a délebbre fekvő Palaesténél (ma Palasa) tette partra fegyvereseit, majd a hágón átkelve néhány kilométerrel északabbra (Qafa e Cezarit, ’Caesar hágója’) vert tábort a Pompeiusszal való összecsapás előtt. A későbbi évszázadokban is stratégiai jelentőségű pontnak számított, több ízben töltötte be a szomszédos államalakulatok közötti határ szerepét. Albánia függetlenné válása után, 1913-ban például a Qemali-kormány fennhatósága is idáig terjedt ki déli irányban, 20-50 fős helyőrség védte a hágót az északra törő Görög Királyság csapataival szemben.

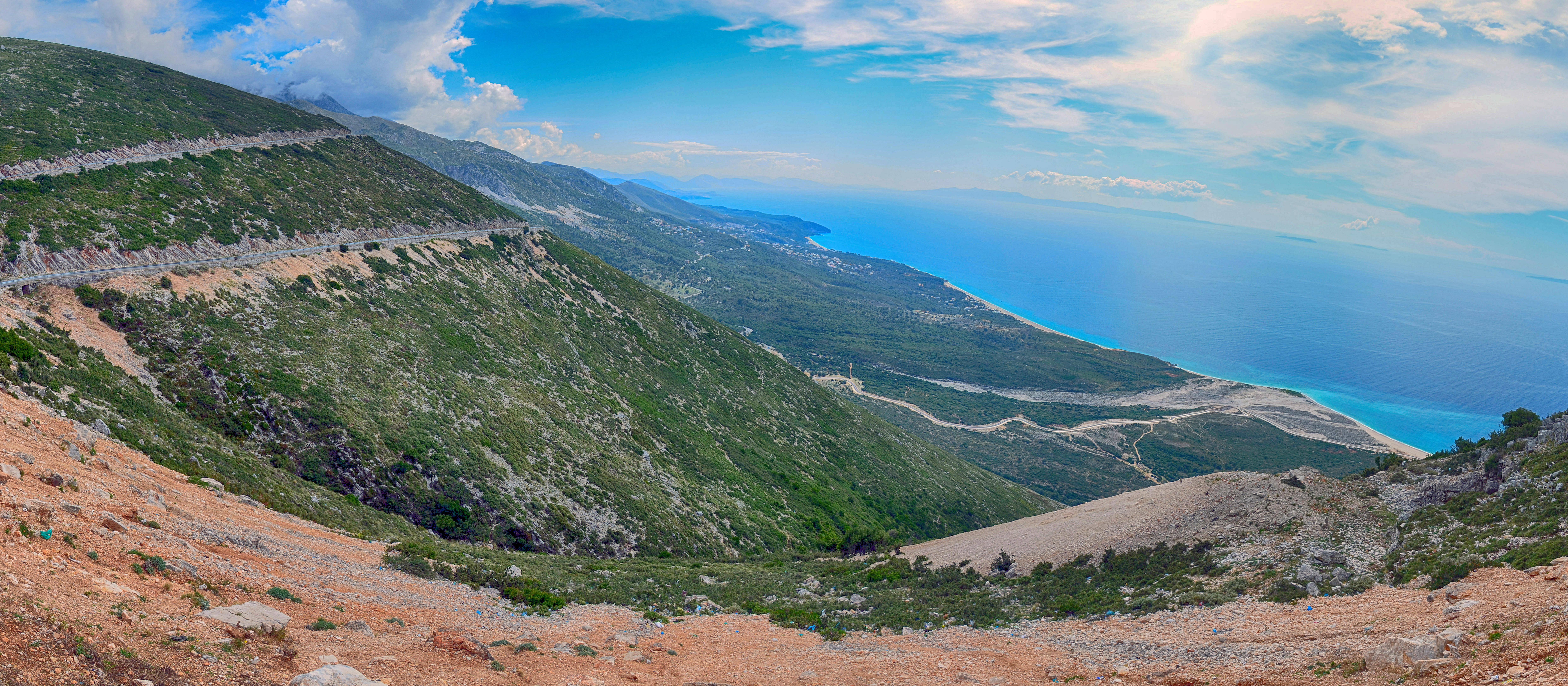
Kilátás a Llogara-hágóról déli irányban, az Albán-Riviérára